# 維熱夫卡河
51°25′00″N 24°25′00″E / 51.41667°N 24.41667°E
維熱夫卡河（烏克蘭語：Вижівка），是烏克蘭的河流，屬於普里皮亞季河的支流，河道全長81公里，流域面積1,272平方公里，平均流量每秒2.57立方米，河畔城鎮有舊維日夫卡。